# 김재균 (경기도의원)
김재균(金載鈞, 1962년 5월 10일 ~ )은 대한민국 경기도의회 의원이다.

## 학력
- 복창초등학교
- 효명중학교
- 효명종합고등학교 졸업

## 경력
- 타이거스81(62회) 2대 사무국장
- 복창초등학교 동문회 초대 사무국장
- 전인학원 대표
- 2004.06 ~ 2006.06: 제4대 경기도 평택시의회 의원
- 2006.07 ~ 2010.06: 제5대 경기도 평택시의회 의원
- 2010.07 ~ 2014.06: 제6대 경기도 평택시의회 의원
- 2014.07 ~ 2018.04: 제7대 경기도 평택시의회 의원
- 2018.07 ~ 2022.06: 제10대 경기도의회 의원
- 2022.07 ~ : 제11대 경기도의회 의원

## 역대 선거 결과
|  | 23.01% |

|  | 59.0% |

|  | 17.59% |

|  | 32.63% |

|  | 28.39% |

|  | 63.93% |

|  | 51.25% |